# Wangari Maathai
Wangari Muta Maathai (Ihithe, 1º aprile 1940 – Nairobi, 25 settembre 2011) è stata un'ambientalista e attivista keniota.
Nel 2004 è stata la prima donna africana a ricevere il Premio Nobel per la pace per «il suo contributo alle cause dello sviluppo sostenibile, della democrazia e della pace». È stata membro del parlamento keniota e Assistente Ministro per l'Ambiente e le Risorse Naturali nel governo del presidente Mwai Kibaki, fra il gennaio 2003 e il novembre 2005. Apparteneva all'etnia kikuyu.

## Biografia
Fu la prima donna Africana laureata, nel 1966 in biologia, presso l'Università di Pittsburgh, dove aveva potuto recarsi grazie al programma "Ponte aereo Kennedy" (che forniva una borsa di studio ai migliori studenti africani) e dove lavorò dallo stesso 1966 presso la facoltà di Biologia, dipartimento di zoologia. Nel 1976 si iscrisse nel Consiglio nazionale delle donne del Kenya, assumendone la presidenza nel 1981, mantenuta fino al 1987, anno in cui abbandonò l'associazione.
Attivista e fondatrice nel 1977 del Green Belt Movement, intraprese negli anni novanta una forte campagna di sensibilizzazione verso i problemi della natura e del disboscamento in particolare, per suo tramite sono stati piantati oltre 51 milioni di alberi in Kenya per combattere l'erosione del terreno.

### Premio Nobel.
Fu insignita del premio Nobel nel 2004 per il suo contributo a uno sviluppo sostenibile, alla democrazia ed alla pace. In questo periodo le fu attribuita l'affermazione di essere convinta che l'HIV fosse un virus creato in laboratorio "per sterminare i neri", affermazione che lei ripetutamente negò di aver fatto.

Il 10 febbraio 2006 ha partecipato alla Cerimonia di apertura dei XX Giochi olimpici invernali di Torino 2006, portando per la prima volta nella storia la bandiera olimpica insieme ad altre sette celebri donne. Ha anche partecipato al congresso internazionale Foederatio Pueri Cantores come rappresentante del Kenya.

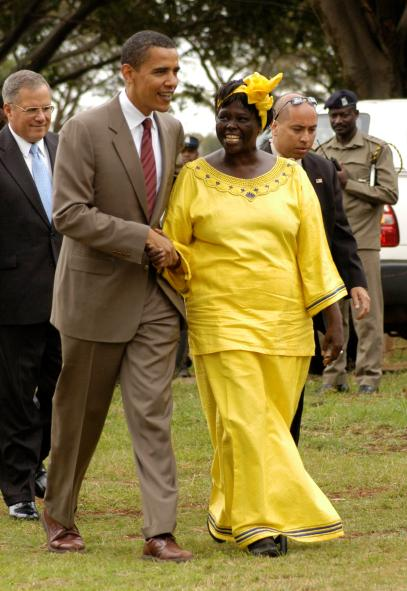
Maathai e Obama nel 2008

Malata di tumore da lungo tempo, è morta nel settembre 2011 all'età di 71 anni. Il 30 novembre 2019 è stata intitolata a suo nome, per un anno, la piazza delle Erbe di San Gimignano (SI).

## Riconoscimenti
- Dal 2019 Wangari Maathai è onorata come Giusta al Giardino dei Giusti di tutto il mondo di Milano.[5]

## Opere tradotte in italiano
- Solo il vento mi piegherà, Milano, Sperling & Kupfer, 2007, ISBN 978-88-200-4223-3. autobiografia
- La religione della terra, 2011, Sperling & Kupfer, ISBN 978 88 200 5020 7
- La sfida dell'Africa, 2010, Nuovi Mondi, Modena